# Дилер 3
Дилер 3 (дан. Pusher 3; також відомий як «Дилер 3: Я — ангел смерті») — данська кримінальна драма 2005 року, третій і останній фільм однойменної трилогії, що розповідає про життя наркодилерів у Копенгагені.

## Сюжет
Міло, старіючий сербський наркобарон, відвідує зустріч анонімних наркоманів. Тверезий протягом п'яти днів Міло зізнається, що боїться, що стрес, пов'язаний з підготовкою до святкування 25-річчя доньки, змусить його знову почати вживати наркотики. Міло покидає зустріч, щоб забрати партію наркотиків на продаж разом зі своїм поплічником Бранко. Хоча він просив героїн, вантажем виявляється 10 000 пігулок екстазі. У пошуках пояснень Міло зустрічається зі своїм албанським постачальником Луаном. Албанці погоджуються надіслати нову партію героїну і дозволяють Міло спробувати продати екстазі.
Після короткої розмови зі своєю вимогливою і розпещеною донькою Міленою, Міло повертається на кухню свого клубу, щоб приготувати їжу для вечірки. Після того, як Міло змушує своїх поплічників скуштувати його страв, він зустрічає свого спільника Мухаммеда. Забіякуватий Мухаммед попереджає Міло, щоб той поважав молодших за себе, називаючи себе «королем Копенгагена», але Міло глузливо називає його «Кінг-Конгом Копенгагена». Однак, оскільки Міло нічого не знає про екстазі, йому потрібен Мухаммед, щоб знайти покупця на таблетки. Коли всі поплічники Міло отримують харчове отруєння від його страв, Міло не має іншого вибору, окрім як довірити Мухаммеду самому здійснити продаж і повернутися за годину.
Починається святкування дня народження і Міло розподіляє свій час між спілкуванням з гостями, приготуванням їжі та спробами зв'язатися з запізнілим Мухаммедом. Купуючи вино в підпільному магазині, Міло дізнається, що хлопець Мілени, Майк, насправді є наркодилером. Він змушує Майка стати його єдиним постачальником, а потім торгується з його донькою про ціну. Чекаючи в ресторані на термінову поставку риби, Міло натрапляє на Курта, дрібного наркоторговця, який дає йому трохи героїну. Перенапружений Міло не витримує і викурює частину наркотику. Не отримавши звістки від Мухаммеда протягом чотирьох годин, Міло зв'язується з корумпованим копом, який обіцяє знайти його.
Коли Міло зустрічається з Луаном, щоб зізнатися, що втратив екстазі і йому потрібно більше часу, щоб заплатити за них, албанці змушують Міло стати їх партнером, щоб вирішити проблему. Використовуючи його кухню як місце зустрічі, Рекшо, албанський шахрай, і польський сутенер приходять, щоб продати молоду дівчину в сексуальне рабство. Міло з огидою намагається дистанціюватися від цього, але Рекшо поводиться з ним як з підлеглим, вимагаючи їжі та пиття і щоб він їх обслуговував, а сутенер заради жарту змушує Міло спробувати спиди (стимулятор амфетамінового типу). Рекшо і сутенер намагаються продати дівчину Жанетт, власниці місцевого борделю, але та відмовляється її взяти, відчуваючи, що їй, швидше за все, немає 18 років. Міло дає дівчині шматок торта з дня народження своєї доньки, після того, як вона розповідає, що у неї теж сьогодні день народження. Після того, як Рекшо йде, дівчина намагається втекти, але Міло допомагає її наздогнати. Розлючений сутенер виливає дівчині на руку окріп, що врешті-решт виводить Міло з себе. У люті він забиває сутенера молотком до смерті, потім чекає на повернення Рекшо і вбиває і його. Корумпований коп привозить Мухаммеда до Міло в багажнику своєї машини, попереджаючи, щоб той не завдавав йому болю.
Не маючи іншого виходу, Міло звертається за допомогою до свого старого друга і колишнього поплічника Радована, який покинув злочинний світ, щоб відкрити власну піцерію. Радован погоджується допомогти Міло востаннє. Він допомагає Міло катувати Мухаммеда, який розповідає, що таблетки екстазі, які отримав Міло, були не справжніми. Після погроз Міло і Радован ховають Мухаммеда в морозильній камері, а потім починають розчленовувати трупи сутенера і Рекшо для утилізації. На світанку Міло повертається до свого будинку і розмовляє з Міленою. Вона дивується, чому він зник під час вечірки, а потім лягає спати. Міло виходить на задній двір і мовчки курить сигарету, дивлячись на порожній басейн.

## У ролях
- Златко Бурич — Міло, сербський наркобарон середнього віку.
- Марінела Декіч — Мілена, вольова донька Міло.
- Ільяс Агач — Мухаммед, амбітний молодий наркодилер.
- Васільє Боїчич — Бранко, поплічник Міло.
- Куйтім Локі —Луан, албанський постачальник наркотиків Міло.
- Рамадан Гісені — Рекшо, албанський гангстер і перекладач Луана.
- Левіно Дженсен — Майк, хлопець Мілени. Майк був одним із бодібілдерів, яких Франк пограбував у першому фільмі.
- Лінсе Кесслер — Жанетт, власниця борделю. Жанетт була колишньою дружиною Герцога з другого фільму, а раніше — повією в борделі, коли ним керував Курт.
- Славко Лабович — Радован, старий друг Майло і колишній поплічник.
- Курт Нільсен — Курт, особливо ненависний наркодилер і сутенер.
- Хакан Туран в ролі Алі — напарник Мухаммеда.
- Карстен Шрьодер — Ред, дядько Тонні, брат Смідена і колишній напарник. Після смерті Смідена у другому фільмі він разом з кількома партнерами тепер працює з Міло.

## Критика
Фільм отримав схвальні відгуки критиків і має 92% позитивних рецензій на Rotten Tomatoes із середньою оцінкою 7,6/10. Сайт-агрегатор рецензій Metacritic дав фільму середню оцінку 72 бали зі 100, що означає «Загалом схвальні рецензії».
Заключна частина трилогії оцінювалася як не високоякісна, але цілком гідна постановка. Оглядач газети The Guardian зауважив, що стильна і неймовірно правдоподібна картина про життя героїв вражає — але не новизною: самовпевнений мафіозі вже відомий глядачеві за «Славними хлопцями» Мартіна Скорсезе, а прибиральник трупів («чистильник») добре знайомий із «Кримінального чтива» Квентіна Тарантіно. Рецензент кіножурналу Empire провів аналогію з творчістю Абеля Феррари, назвавши фільм Рефна таким же брудним і кривавим, і навіть більш цинічним. Автор корпорації BBC підкреслив, що «Дилер 3», здебільшого, вражає як за рахунок фокусування на особистості героя, так і на кривавій бійні. Кореспондент позитивно відгукнувся про гру Златко Бурича, який зображує людські недоліки з великим апломбом.

## Саундтрек
Саундтрек був написаний Петером Петером у співпраці з Петером Кайедом. «Дилер 3», як і попередні дві частини, використовує втупну тему, написану Петером Петером та Повлом Крістіаном для першого фільму.
| #   | Назва                               | Виконавець                                                    | Тривалість |
| --- | ----------------------------------- | ------------------------------------------------------------- | ---------- |
| 1.  | «Theme from Pusher III»             | Peter Peter, Povl Kristian                                    | 0:53       |
| 2.  | «NA Meeting»                        | Peter Peter, Peter Kyed                                       | 0:51       |
| 3.  | «Milo's Drive/Mike in the Basement» | Peter Peter, Peter Kyed                                       | 1:28       |
| 4.  | «Entrance»                          | Peter Peter, Peter Kyed                                       | 0:38       |
| 5.  | «China Grill»                       | Peter Peter, Peter Kyed                                       | 2:26       |
| 6.  | «Welcome»                           | Peter Peter, Peter Kyed                                       | 1:54       |
| 7.  | «Milo's Walk/Milo's Speech»         | Peter Peter, Peter Kyed                                       | 3:21       |
| 8.  | «Alone in the Office»               | Peter Peter, Peter Kyed                                       | 0:53       |
| 9.  | «Happy Birthday»                    | Peter Peter, Peter Kyed                                       | 1:21       |
| 10. | «The Freezer»                       | Peter Peter, Peter Kyed (feat. The Texas Chain Saw Orchestra) | 7:22       |
| 11. | «In the Car»                        | Peter Peter, Peter Kyed                                       | 1:00       |
| 12. | «Jeanette»                          | Peter Peter, Peter Kyed                                       | 1:54       |
| 13. | «Back at the Club/Sad Strings»      | Peter Peter, Peter Kyed (feat. The Texas Chain Saw Orchestra) | 6:16       |
| 14. | «Empty Pool Empty Heart»            | Peter Peter, Peter Kyed (feat. The Texas Chain Saw Orchestra) | 6:52       |